# 中里唯馬
中里 唯馬（なかざと ゆいま、1985年 - ）は、東京都出身のファッションデザイナー。2016年以降、パリ・オートクチュール・ファッションウィークにゲスト参加。YUIMA NAKAZATOブランドは実店舗はなく、オンラインストアを展開。

## 来歴
東京生まれ。彫刻家の父と彫金作家の母のもとで育ち、高校生の頃より独学で服作りを開始。高校卒業後の2004年、ベルギーのファッション大学の名門、アントワープ王立芸術学院ファッション科に入学。在学中にドリス・ヴァン・ノッテンやウォルター・ヴァン・ベイレンドンク、リンダ・ロッパらの指導を受ける。クラスメイトにグレン・マーティンス（ディーゼルのクリエイティブ・ディレクター）などがいる。2008年に同校修士課程を日本人最年少で卒業。卒業作品はアン・ドゥムルメステールよりイノベーション・アウォードを受賞。
2009年、自身のブランド「YUIMA NAKAZATO」立ち上げ。アントワープにて、デムナ・ヴァザリア（バレンシアガのアーティスティック・ディレクター）らとともにショールームを開設。
2010年、ブラック・アイド・ピーズの世界ツアーの衣装を担当。10月には国立代々木競技場でYUIMA NAKAZATOとして初めてのランウェイ・コレクションを発表。
2016年7月、フランス・オートクチュール・プレタポルテ連合協会からの招待により、パリ・オートクチュール・ファッションウィークでのコレクションを発表。日本人として森英恵（正会員）以来、12年ぶりの公式ゲスト参加となった。以降もクチュールコレクションにゲスト参加している。
2018年2月、三宅一生が創立した21_21 DESIGN SIGHTにて、イッセイミヤケ出身以外のファッションデザイナーとして初めて個展を開催。
2021年、坂本龍一とのコラボレーションした。
2022年以降は振付家や舞台監督とのコラボレーションを通し、欧米の公立劇場制作のオペラやバレエの衣装をデザインしている。

### YUIMA NAKAZATO クチュール コレクション[14]
| 年  | シーズン      | コレクションタイトル | スタイリスト   | 会場               | 備考                                                                                       |
| --- | ------------- | -------------------- | -------------- | ------------------ | ------------------------------------------------------------------------------------------ |
| '16 | Autumn/Winter | UNKNOWN              |                | Palais de Tokyo    | 毎日ファッション大賞新人賞を受賞                                                           |
| '17 | Spring/Summer | IGNIS AER AQUA TERRA |                |                    |                                                                                            |
| '17 | Autumn/Winter | FREEDOM              |                |                    |                                                                                            |
| '18 | Spring/Summer | HARMONIZE            |                |                    |                                                                                            |
| '19 | Spring/Summer | LIFE                 |                |                    |                                                                                            |
| '19 | Autumn/Winter | BIRTH                |                | パリ第5大学        |                                                                                            |
| '20 | Spring/Summer | COSMOS               |                | シャイヨ宮         |                                                                                            |
| '20 | Autumn/Winter | FACE TO FACE         |                |                    | コロナ禍のため、映像作品としての発表                                                       |
| '21 | Spring/Summer | ATLAS                |                | ハワイ             | コロナ禍のため、映像作品としての発表                                                       |
| '21 | Autumn/Winter | EVOKE                | Robbie Spencer | 大さん橋ホール     | ショー音楽にて坂本龍一とのコラボレーション                                                 |
| '22 | Spring/Summer | LIMINAL              | Robbie Spencer | Oratoire du Louvre | ショー音楽にて坂本龍一とのコラボレーション                                                 |
| '22 | Autumn/Winter | BLUE                 | Robbie Spencer | Palais de Tokyo    | ショー音楽にて坂本龍一とのコラボレーション                                                 |
| '23 | Spring/Summer | INHERIT              | Robbie Spencer | Palais de Tokyo    | ショー音楽にて坂本龍一とのコラボレーション                                                 |
| '23 | Autumn/Winter | MAGMA                | Robbie Spencer | Palais de Tokyo    | ショー音楽にて坂本龍一とのコラボレーション                                                 |
| '24 | Spring/Summer | UTAKATA              |                | Palais de Tokyo    | ショー音楽にて坂本龍一とのコラボレーション、ショー演出をシディ・ラルビ・シェルカウイと共作 |
| '24 | Autumn/Winter | UNVEIL               |                | Palais de Tokyo    | ショー演出をシディ・ラルビ・シェルカウイと共作                                             |
| '25 | Spring/Summer | FADE                 |                | 55 Haussmann       |                                                                                            |

## FASHION FRONTIER PROGRAM
中里が2021年から主宰する教育プログラム兼ファッションコンテスト。環境省後援の下、社会的責任と創造性の両立を実現するデザイナーの育成を目的として開始された。同コンテストの歴代審査員には中里の他、Sara Sozzani Maino（Vogue Italia）、Nanine Linning（スカピーノ・バレエ）、寒川裕人、栗野宏文、五箇公一、妹島和世、田根剛、冨永愛、宮田裕章、山崎直子、渡辺三津子（Vogue Japan）などが名を連ねる。

## 展示
- 『HARMONIZE[19]』（2018）於: 21_21 DESIGN SIGHT
- 『未来と芸術展：AI、ロボット、都市、生命――人は明日どう生きるのか[20]』（2019 - 2020） 於: 森美術館
- 『ドレス・コード？―― 着る人たちのゲーム[21]』（2020 - 2021） 於: 京都国立近代美術館, 東京オペラシティアートギャラリー, 熊本市現代美術館, ドイツ連邦共和国美術展示館（ボン, ドイツ）
- 『A BIOLOGICAL FUTURE FOR FASHION BY BIOFABRICATION』（2020）於: バービカン・センター, ロンドン
- 『ファッション イン ジャパン 1945-2020―流行と社会』（2021）於: 国立新美術館, 島根県立石見美術館
- 『Collection Presentation - Fashion from the MoMu Collection[22]』（2022-2023）於: アントワープモードミュージアム
- 『Cloud Walkers』(2022) 於: サムスン美術館 Leeum、ソウル、韓国
- 『FASHION FICTIONS』(2023) 於: バンクーバー美術館、バンクーバー、カナダ
- 『YUIMA NAKAZATO BEYOND COUTURE』(2024) 於: Cité de la Dentelle et de la Mode、カレー、フランス
- 単独回顧展「BEYOND COUTURE」展、2024年フランス、カレー・レース・ファッション美術館[23]日本人ファッションデザイナーの回顧展がフランスの公立美術館で行われるのは、三宅一生[24]、山本耀司 [25]、森英恵[26]以来の4人目となり、中里はこのうち最年少での開催となる。ブランドがパリ・オートクチュール・ファッションウィークにゲスト参加した2016年より、すべてのコレクションから計50体以上が選ばれ、展示された。[27]

## 衣装デザイン
- ブラック・アイド・ピーズ「Just Can't Get Enough」
- ファーギー 2010年ツアー衣装
- レディー・ガガ　ミュージックステーション出演衣装
- 宮本亜門演出舞台「SUPERLOSERZ SAVE THE EARTH」
- DREAMS COME TRUE「CONCERT TOUR 2017/2018 THE DREAM QUEST」[28]
- 羽生結弦「羽生結弦 飛躍の原動力（撮影: 蜷川実花）」衣装[29]
- 振付家シディ・ラルビ・シェルカウイのスイス・ジュネーブ大劇場バレエ団芸術監督デビュー作、新作バレエ「Ukiyo-e」（ウキヨエ）衣装[30]
- 振付家ナニーヌ・リニング（Nanine Linning）演出ボストン・バレエ団新作バレエ「La Mer」（ラ・メール）衣装[31]
- 三島由紀夫原作、細川俊夫作曲、シェルカウイ演出バイエルン国立劇場新作オペラ「HANJO」（班女）衣装[32]
- シェルカウイ演出、塩田千春舞台芸術、モーツァルト作曲ジュネーブ大劇場オペラ「IDOMENEO」（イドメネオ）新版衣装。[33]

## 出版物
- 『Matthew Stone: THE BODY BEYOND Yuima Nakazato Presents』（JUNSUKE YAMASAKI, 2011）
- 『YUIMA NAKAZATO Behind the Design』（ブックエンド, 2022）
- 『YUIMA NAKAZATO BEYOND COUTURE』(LIENART, 2024)[34]

## 受賞歴
- VERTICE AWARD, INTERNATIONAL TALENT SUPPORT #7 FASHION, 2008
- YKK AWARD, INTERNATIONAL TALENT SUPPORT #8 ACCESSORY, 2009
- SHISEIDO AWARD FOR THE BEST NEW DESIGNER OF THE YEAR, MAINICHI FASHION GRAND PRIX, 2017
- WIRED Audi INNOVATION AWARD, 2018